# صاریغ موشی شمالی
صاریغ موشی شمالی(نام علمی: Caenolestes convelatus) نام یک گونه از سرده صاریغ‌های موشی معمولی است.